# Língua dogon toro-tegu
A língua dogon toro-tegu, nativa do Mali, possui aproximadamente 2900 falantes. É falada na região de Mopti e pertence à família linguística das línguas dogon. 

## Etimologia
Os falantes chamam a si mesmos povo das montanhas, o que os diferencia dos povos dos vales ao redor. O termo Toro Tegu, descreve-se literalmente como “língua das montanhas”, e é o termo usado pelos falantes da língua para descreverem a si mesmos quanto a seu idioma. Dogon é uma família de línguas do Mali, sendo dogon toro-tegu pertencente a uma destas. 

## Distribuição geográfica

Os falantes se concentram numa pequena cadeia de montes na região de Mopti, mais especificamente em vilarejos próximos aos montes Tabi, Koyo e Sarinyere, na sub-região de Douentza, na região central do Mali próxima à fronteira com Burkina Faso, conforme mostrado no mapa. Cada região demarcada corresponde à área onde os falantes da língua se localizam, estando os falantes de dogon toro-tegu no canto superior direito do mapa.
Das línguas Dogon, a mais próxima do toro-tegu é a língua Jamsay. Este artigo foi escrito com base no Dialeto Tabi de dogon toro-tegu.

## Fonologia

### Vogais
O dogon toro-tegu possui 8 vogais, denotadas na tabela de vogais abaixo: 

|             | Anterior | Central | Posterior |
| ----------- | -------- | ------- | --------- |
| Fechada     | i        |         | u         |
| Semifechada | e        |         | o         |
| Média       |          | ə       |           |
| Semiaberta  | ɛ        |         | ɔ         |
| Aberta      | a        |         |           |

### Consoantes
Na tabela abaixo, encontram-se as consoantes da língua dogon toro-tegu:

|             | Bilabial | Labiodental | Dental | Alveolar | Pós-Aoveolar | Palatal | Velar | Glotal | Labiovelar |
| ----------- | -------- | ----------- | ------ | -------- | ------------ | ------- | ----- | ------ | ---------- |
| Plosiva     | p b      |             |        | t d      |              |         | k ɡ   | ʔ      |            |
| Africada    |          |             |        |          | ʤ ʧ          |         |       |        |            |
| Nasal       | m        |             |        | n        |              | ɲ       | ŋ     |        |            |
| Vibrante    |          |             |        | r        |              |         |       |        |            |
| Fricativa   |          | f           |        | s        | ʃ            |         |       | h      |            |
| Aproximante |          |             |        |          |              | j       |       |        | w          |
| Lateral     |          |             |        | l        |              |         |       |        |            |

### Tons
Cada substantivo, adjetivo, numeral, verbo ou outra raiz lexical possui um contorno de um tom lexical. Esses tons lexicais podem ser sobrescritos por contornos de tom amplos da raiz sobrepostos e exigidos pela morfologia flexional ou pela sintática. O único padrão de tom teoricamente possível que é excluído da forma básica lexical é o tom totalmente baixo. Ou seja, toda raiz possui ao menos um componente de tom alto.
As raízes monossilábicas podem possuir tom alto, descendente ou crescente, mas não tom baixo.
Já as raízes bissilábicas podem possuir tons:
- Alto e baixo;
- Baixo e alto;
- Alto e alto;
- Crescente e baixo;
- Baixo e decrescente.

Nas bissilábicas não pode haver tom totalmente baixo. Como resultado dessa restrição nos contornos de tom lexical, a queda de tom em toda a raiz, quando controlada morfológica ou sintaticamente para baixo, é sempre audível.  Mais detalhes mencionados na seção de sentença deste mesmo artigo. 

## Ortografia
Estão representadas na tabela abaixo as letras do alfabeto toro-teguano:

| Letra    | Letra     | Som aproximado ao português                                                            |
| -------- | --------- | -------------------------------------------------------------------------------------- |
| Vogal    | Consoante | Som aproximado ao português                                                            |
|          | p         | idêntico                                                                               |
|          | b         | idêntico                                                                               |
|          | m         | idêntico                                                                               |
|          | f         | idêntico                                                                               |
|          | w         | correspondente ao 'oa' de boa e ao 'l' de qual                                         |
|          | wⁿ        | mesmo que w, mas nasalizada                                                            |
|          | t         | semelhante ao 't' nordestino                                                           |
|          | d         | idêntico                                                                               |
|          | n         | idêntico                                                                               |
|          | s         | idêntico                                                                               |
|          | l         | idêntico                                                                               |
|          | r         | correspondente ao 'r' do espanhol em palavras como rojo                                |
|          | rⁿ        | mesmo que r, mas nasalizada                                                            |
|          | c         | correspondente ao 'tch' em tchê ou tchau                                               |
|          | j         | correspondente ao 'd' em grande                                                        |
|          | ɲ         | sonoridade semelhante ao 'nh' em ninho                                                 |
|          | š         | correspondente ao 'ch' em chave                                                        |
|          | y         | correspondente ao 'i' em boia                                                          |
|          | yⁿ        | mesmo que y, mas nasalizada                                                            |
|          | k         | idêntico                                                                               |
|          | g         | idêntico                                                                               |
|          | ŋ         | não há correspondente direto ao português, análogo ao 'ng' de sing do inglês           |
|          | h         | idêntico ao 'rr' em carro                                                              |
|          | ʔ         | pausa realizada entre duas vogais como em 'à aula', ou na interjeição 'ô-ôu'           |
| u u: u:ⁿ |           | correspondente ao 'u' em tu mesmo som, mais longo mesmo som, mais longo e nasalizado   |
| o o: o:ⁿ |           | correspondente ao 'o' em pôr mesmo som, mais longo mesmo som, mais longo e nasalizado  |
| ɔ ɔ: ɔ:ⁿ |           | correspondente ao 'ó' em pó mesmo som, mais longo mesmo som, mais longo e nasalizado   |
| a a: a:ⁿ |           | correspondente ao 'a' em pá mesmo som, mais longo mesmo som, mais longo e nasalizado   |
| ɛ ɛ: ɛ:ⁿ |           | correspondente ao 'é' em pé mesmo som, mais longo mesmo som, mais longo e nasalizado   |
| e e: e:ⁿ |           | correspondente ao 'e' em ser mesmo som, mais longo mesmo som, mais longo e nasalizado  |
| i i: i:ⁿ |           | correspondente ao 'i' em cair mesmo som, mais longo mesmo som, mais longo e nasalizado |

## Gramática

### Pronomes
O dogon toro-tegu tem pronomes pessoais, demonstrativos e possessivos, que podem agir como sujeito dependendo da contextualização. Para a primeira pessoa do plural, segunda do singular e segunda do plural, não há variações sintáticas nestes pronomes. Já a primeira pessoa do singular está sujeita a variações tonais, enquanto a terceira pessoa está sujeita tanto a variações tonais quanto a vocais. 
| Pessoa                         | Pessoais  | Possessivos | Demonstrativos |
| ------------------------------ | --------- | ----------- | -------------- |
| 1ª pessoa do singular          | mí, m̀ᵇì   | m̀           |                |
| 2ª pessoa do singular          | ú         | ú           |                |
| 3ª pessoa do singular          | wó        | wɔ̀          | ŋ̀gú bá:ⁿsà     |
| Pronome não-humano do singular | kó        | kɔ̀          | ŋ̀gú (ŋú)       |
| Logofórico do singular         | àsí       | àsí         |                |
| 1ª pessoa do plural            | í         | í           |                |
| 2ª pessoa do plural            | á         | á           |                |
| 3ª pessoa do plural            | bé        | bɛ̀          | ŋ̀gí bâ-m       |
| Pronome não-humano do plural   | cé (∼ ké) | cɛ̀ (∼ kɛ̀)   | ŋ̀gí (ŋí)       |
| Logofórico do plural           | àsí mǎ:   | àsí mǎ:     |                |

#### Pronomes Interrogativos
Pronomes interrogativos: 
| Português | Toro-Tegu Dogon                                                  |
| --------- | ---------------------------------------------------------------- |
| quem      | àyé                                                              |
| o quê     | èsé èsé sǐ: (com o quê) èsé kà:wà (para/por quê)                 |
| onde      | yàgá                                                             |
| quando    | yàgá túŋɔ̀ (qual hora) yàgá nâyⁿ (qual dia) yàgá cɛ́là (qual hora) |
| como      | yⁿàŋêy                                                           |
| quanto    | àŋí                                                              |
| qual      | yàgá yàgá-sí                                                     |

### Verbos

#### Flexão verbal deverbosregulares doindicativo
Na forma perfeita, os verbos recebem sufixos diferentes, um remetendo aos transitivos (Perfeito 1B), e o outro aos verbos que expressam movimento ou outros intransitivos (Perfeito 1A). Na tabela abaixo há uma exemplificação deste processo: 
| Forma verbal        | tossir (transitivo) | subir (intransitivo) |
| ------------------- | ------------------- | -------------------- |
| Imperativo          | kósíyó              | ùnɔ́                  |
| Forma Combinante    | kósíy [kósi:]       | ùnu                  |
| Perfeito 1A         |                     | ùnú-wⁿɔ̀rⁿè-          |
| Perfeito 1B         | kósíy-wòsì-         |                      |
| Perfeito 2          | kósíy-sò-           | ùnú-sɔ̀-              |
| Exortativo          | kósíy-é             | ùn-ɛ́                 |
| Futuro              | kòsǐy-yàrà-         | ùní-yⁿàrⁿà-          |
| Imperfeito          | kósíy-tò            | ún-nɔ̀-               |
| Perfeito Negativo   | kòsìy-lí-           | ùn-ní-               |
| Imperfeito Negativo | kòsìy-nó-           | ùn-nɔ́-               |

#### Perfeito

##### Perfeito 1A
O sufixo do Perfeito 1A é usado com intransitivos  (incluindo verbos de ação e verbos de estância). Ocorre também com alguns "transitivos fracos", como esquecer, e trazer. A raiz do verbo se encontra na forma combinante (-wòrè- e -wɔ̀rè-). Quando a raiz é caracterizada pelas vogais a, ɛ ou ɔ, a primeira sílaba aparece como ɔ. Já quando é caracterizada por e ou o, a primeira sílaba aparece como o. As consoantes w e r, são nasalizadas para as formas wⁿ ou rⁿ, quando a sílaba anterior começa com uma consoante nasal ou nasalizada.
Na tabela abaixo há formas do sufixo com verbos irregulares:
| Verbo  | Perfeito 1A | Imperativo |
| ------ | ----------- | ---------- |
| trazer | zê:rú-wòrè- | zérì       |
| vir    | yěw-wòrè-   | yèrí       |
| ir     | bɛ̀rɛ́-       | yá         |

Os sufixos regulares da terceira pessoa são adicionados a -wòrè- e suas variantes. A forma da terceira pessoa do singular é sempre -wɔ̀r-ɔ̌:. Já a da terceira pessoa do plural pode ser ou -wòr-è≡bɛ́ ou -wɔ̀rè≡bɛ́. 

##### Perfeito 1B
Verbos transitivos (exceto esquecer e mais alguns outros) recebem o sufixo -wɔ̀sì- com a variante harmônica -wòsì-. A raiz verbal recebe sua forma combinatória, com a fonologia análoga à do Perfeito 1A.
Em raízes monossilábicas, ó- e ɔ́- se contraem com o sufixo resultando em RV-v̂:-sì- (onde RV é raiz verbal, e v̂ é a vogal com sua tonalidade), enquanto nas outras vogais dos verbos monossilábicos a vogal muda para í e mantém-se as mesmas regras para a flexão de -wɔ̀sì-. Ainda destes, há duas formas irregulares (ver e obter/conseguir): 
| Verbo           | Perfeito 1B | Imperativo |
| --------------- | ----------- | ---------- |
| ver             | wɔ̌:-sì-     | wɔ́         |
| obter/conseguir | bɛ̌:-sì-     | bɛ̀rá       |

##### Perfeito 2
Na maioria das orações, não há diferença no emprego do Perfeito 2 ou do Perfeito 1. O Perfeito 2 é necessário quando há um constituinte focalizado e em orações relativas. O que ambas têm em comum é o verbo se encontrar na parte desfocalizada da oração.
O sufixo se encontra na forma combinante. Exceto quando é precedido por t, o sufixo recebe as formas -sò-, -sɔ̀-, e -sà-, as quais se correlacionam com a vogal harmônica da raiz verbal no imperativo, respectivamente {e o}, ɔ, e {ɛ a}.
Em verbos que tomam a forma (C)vtv (verbos bimoraicos bissilábicos com t medial) no imperativo, o Perfeito 2 aparece na forma (C)vt-tv, onde (C) é uma consoante, conforme pode ser observado na tabela abaixo: 
| Verbo                       | Perfeito 2 | Imperativo |
| --------------------------- | ---------- | ---------- |
| varrer                      | zǎt-tà-    | zàtá       |
| devolver                    | bǐt-tò-    | bìtó       |
| mostrar                     | tót-tò-    | tótó       |
| fazer (junto a algo/alguém) | mɔ̌t-tɔ̀-    | mɔ̀tɔ́       |

Formas irregulares podem ser encontradas na tabela abaixo:
| Verbo  | Perfeito 2 | Imperativo |
| ------ | ---------- | ---------- |
| trazer | zê:-só-    | zérì       |
| vir    | yè-só-     | yèrí       |
| ir     | bò-só-     | yá         |
| obter  | bɛ̀-sá-     | bɛ̀rá       |
| ver    | wɔ̀-sɔ́-     | wɔ́         |

##### Perfeito Experiencial
O Perfeito Experiencial não possui um correspondente no português, entretando, possui o mesmo uso que o Present Perfect em inglês. Esta forma verbal é relativa a experiências já vividas. É formada pelo verbo auxiliar wâ:- precedido pela forma combinante do verbo principal. O auxiliar é complementado pelo sufixo do Perfeito 2.
Já na forma negativa, é comum adicionar o advérbio àbádá, oriundo do árabe. Quando o mesmo não é usado, adiciona-se -lí após wâ:. 

##### Perfeito Recente ('já')
Está forma verbal é usada para expressar algo 'já feito' (feito recentemente). É usada a forma do Perfeito 1, sendo comumente adicionado algum advérbio como hó: (há um bom tempo atrás). 

#### Imperfeito
Um Imperfeito típico de verbos de ação é formado com o sufixo -rà-. A raiz recebe a forma combinante.
O sufixo está sempre na forma -Cv̀- (onde 'C' é a consoante, 'v' a vogal, e '`' o marcador de tom), mas a consoante e a vogal variam. A vogal do sufixo se flexiona para a forma harmônica analogamente ao que acontece no Perfeito 2.
A maioria das raízes dissilábicas fracas com a consoante medial r ou rⁿ (forma Cvrv- e Cvrⁿv-), mudam para a forma Cv́-tv̀- no Imperfeito.
Na tabela abaixo encontram-se as formas imperfeitas de verbos irregulares:
| Verbo     | Imperativo                    | Imperfeito     |
| --------- | ----------------------------- | -------------- |
| trazer    | zérì (forma combinante zê:rú) | zé:-tò-        |
| ir        | yá                            | bó-tò, là      |
| vir       | yèrí                          | yé-tò-, yá-rà- |
| fazer     | kárⁿá                         | ká-là-         |
| encontrar | dìrⁿá                         | dí-tà-, dí-là- |

Em orações simples, o Imperfeito é regularmente precedido com a partícula imperfeita (á ou â). á é usada quando a primeira vogal do verbo toma a forma v̀, e â quando a primeira vogal do verbo toma a forma v́. 

##### Perifrástico Durativo
Usado para expressar a ação de 'continuar a fazer algo', semelhante ao gerúndio em português. Começa com a partícula imperfeita do verbo principal seguida pelo próprio verbo, e este seguido pelo verbo imperfeito tɔ̀ŋ-rɔ̀- (ou uma de suas variantes). Esse verbo imperfeito remete à ação de caminhar por algum lugar, indicando a duração temporal do tempo verbal. 
| á yǎy tɔ̀ŋgù’r’ɔ̌:, à’nú túrú, ká dàgú’s’ɔ̌:                              |
| ---------------------------------------------------------------------- |
| Impf ir continuar-Impf-3SgS, homem-Sg um, dizendo encontrar-Perf2-3SgS |
| Ele estava caminhando. Então (é dito que) ele encontrou um homem       |

##### Futuro (-yàrà-)
O sufixo do futuro (-yàrà-) não é afetado pela harmonia vocálica dependente da vogal da raiz. De acordo com a posição das consoantes e vogais, tomarão as seguintes formas:
| Formas do futuro |
| ---------------- |
| Cv́-yàrà-         |
| Cv̀Cv́-yàrà-       |
| Cv̌C-yàrà-        |
| Cv̀Cv̀Cv́-yàrà-     |
| Cv̀Cv̌C-yàrà-      |

Verbos monossilábicos da forma Cv́- (com v sendo {a o ɔ}) tomarão a forma Cv̂:-rà-. O sufixo do futuro pode ocorrer com ou sem a partícula imperfeita. 

#### Negação
Por via de regra, os sufixos perfeitos são substituídos pelo sufixo perfeito negativo -rí-, e os sufixos imperfeitos pelo sufixo imperfeito negativo -nó-.
Perfeito Negativo: O sufixo perfeito negativo será, exceto algumas exceções, rí após raízes mono e bimoraicas, e lí com raízes maiores. O verbo precedente recebe a forma combinante, e seu tom cai para '`'.
Imperfeito Negativo (-rⁿv́-, -nv́-): O sufixo imperfeito negativo tem a forma -Cv́-, com variação tanto na consoante quanto na vogal. Raízes monossilábicas recebem a forma -rⁿv́-, e formas maiores -nv́-, com a vogal seguindo a harmonia vocálica mencionada anteriormente.
Quando a última consoante da forma imperativa termina com l ou n, remove-se a última vogal e a consoante e substitui-se por n-n. Cvrv- e Cvrⁿv- se transformam em  Cv̀-nv́-. 
| Verbo     | Imperativo | Imperfeito Negativo |
| --------- | ---------- | ------------------- |
| depilar   | ká         | kà-rⁿá-             |
| beber     | nɛ́         | nì-rⁿá-             |
| cansar-se | dɛ́         | dɛ̀-rⁿá-             |
| torrar    | dɔ́         | dɔ̀-rⁿɔ́-             |
| tomar     | só         | sò-rⁿó-             |
| sair      | gó         | gù-rⁿó-             |
| banhar-se | dé         | dì-rⁿó-             |

#### Verbos Estativos e Quase-Verbos
Verbos de estado se comportam como estativos quando denotam uma posição estática ao invés de uma ação propriamente dita.
Os termos obrigatórios para um verbo ser estativo em Toro-Tegu Dogon são:
- A oposição perfeita/imperfeita é neutralizada;
- A negação é feita por -ŋ̀gó (ou então por uma raiz supletiva negativa especial);
- Não há forma exortativa ou imperativa.

Duplicação Opcional Cv̀- mais o Estativo dà (do transitivo děn dà): Os verbos podem se combinar com um verbo locacional-existencial, como dà (ser) na sua função estativa. Se o verbo começar com uma consoante, adiciona-se opcionalmente uma reduplicação inicial de tom baixo Cv̀-. As características da vogal da primeira sílaba da raiz são copiadas para a vogal de reduplicação. Na maioria das vezes não é possível observar esse fenômeno de forma audível, porém, em alguns casos, é possível ouvir uma leve pausa glotal separando as vogais repetidas.
A construção estativa também é observada em verbos que comumente denotam movimento ou outras ações/eventos (como 'morrer'), quando descrevendo o estado resultante. O verbo 'vir' tem um padrão de tom diferente do usual com dà, que é yè dá.
Alguns verbos transitivos podem ser usados semanticamente no estativo, como verbos relacionados a segurar e carregar, e verbos que denotam atividades durativas, como 'divertir-se'. Nestes casos, é necessário colocar děn antes de dà.
| dì-díŋú d-ɔ̌:            |
| ----------------------- |
| Rdp-sentar estar-3SgS   |
| Ele/Ela está sentado(a) |

Progressivo com cí dà ou cí là: Uma construção progressiva consiste em um morfema -cí (-kí) que é sufixado à forma combinante, nas quais os tons caem para o mais baixo seguido de dà ou là, a critério do falante.
Em narrativas, a sequência de três ou mais ocorrências de um verbo nesta forma indica uma prolongação extensa de uma atividade, geralmente como antecedente a um evento final.
Negação de verbos estativos e progressivos (ŋ̀gó): O sufixo estativo negativo ŋ̀gó substitui dà e là. Assim, ele segue a forma combinante do verbo na construção estativa simples, e segue -cí na progressiva. O sufixo ŋ̀gó é relacionado com o quase-verbo locativo-existencial yⁿâŋgó ('não estar em algum lugar, estar ausente, não existir').
Verbos Irregulares: Na tabela abaixo, destacam-se as formas irregulares presentes: 
| Verbo              | Forma combinante | Perfeito 1A           | Perfeito 1B | Perfeito 2 | Perfeito Negativo | Imperfeito | Imperfeito Progressivo | Futuro     | Imperfeito Negativo | Imperativo | Imperativo Negativo | Estativo | Exortativo                       |
| ------------------ | ---------------- | --------------------- | ----------- | ---------- | ----------------- | ---------- | ---------------------- | ---------- | ------------------- | ---------- | ------------------- | -------- | -------------------------------- |
| ir                 |                  | yǎy-wòrè-             |             | yǎy-sà-    | yày-rí-           | yáy-rà-    |                        | yǎy-yàrà-  | yày-ná-             | yàyá       | yày-kú              |          | áy yày-ɛ́                         |
| ir (a algum lugar) |                  |                       | bɛ̀rɛ́-       | bò-só-     | bò-lí-            | bó-tò-     | là-                    | l ̀lâ:-     | bò-nó-              | yá         | bòrù-kú, bò-lé      |          | áy yⁿɛ̌:, yá mà, bòró mà, bèré mà |
| trazer             | zê:ru            | zê:rú-wòrè            | zê:rú-wɔ̀sì  | zê:-só     | zê:-lí-           | zé:-tò-    |                        | zí-yàrà-   | zê:-nó-             | zérì       | zé:rù-kú, zê:r-ku   |          | zê:r-é                           |
| vir                | yèrí             | yèrú-wòrè-, yěw-wòrè- |             | yè-só-     |                   | yé-tò-     | yá-rà-                 | yèrí-yàrà- |                     | yèrí       |                     | yè dá-   |                                  |
| obter              |                  |                       | bɛ̌:-sì-     |            |                   |            |                        |            |                     |            |                     |          |                                  |
| ver                | wɔ́               |                       | wɔ̀-sɔ́-      | wɔ̌:-sì-    | wɔ̀-rí             | wɔ́-rɔ̀-     |                        | wɔ̂:-rà-    | wⁿɔ̀-rⁿɔ́-            | wɔ́         |                     |          |                                  |

#### Partículas temporais fora do verbo
Partícula nɔ̀ seguindo o predicado: A partícula invariante nɔ̀ poderá seguir um verbo ou outro predicado (inclusos estativos) para indicar referência a tempos passados, especialmente para verbos de ação.
Advérbio dɔ̂m: Este advérbio remete a 'até o dado momento', implicando uma situação não-permanente. Pode ocorrer no início da oração, antes do sujeito, ou depois do predicado. 

#### Imperativos

##### Imperativo Positivo
Imperativos positivos referentes a um sujeito no singular são expressos por uma forma sem sufixo que preserva tons lexicais.
Na tabela abaixo encontram-se alguns imperativos irregulares:
| Verbo  | Imperativo |
| ------ | ---------- |
| vir    | yèrí       |
| ir a   | yá         |
| trazer | zérì       |

Quando o imperativo se refere a um sujeito no plural, a forma imperativa é formada pela adição do pronome da segunda pessoa do plural (á) na posição do sujeito na oração. 

##### Imperativo Negativo (proibitivo)
O imperativo negativo referentes a um sujeito no singular é formado pela adição de um dos dois sufixos à forma combinante do verbo: -kú (força a queda tonal na raiz precedente) e -lé ou -ré (com as variantes -lɛ́ e -rɛ́ caso seja necessário pela harmonia vocálica).
| Verbo      | Forma verbal |
| ---------- | ------------ |
| não vá (a) | bòr-kú       |
| não traga  | zé:rù-kú     |
| não veja   | wɔ̀-kú        |

Quando é referente a um sujeito no plural, a forma imperativa é formada pela adição do pronome da segunda pessoa do plural (á) na posição do sujeito na oração, além do -kú. 

##### Imperativo Duplo
Verbos imperativos como 'ir' (yá) e vir (yèrí) no imperativo, podem ser usados antes de outro verbo também no imperativo. 

#### Exortativos
Há uma forma especial da expressão 'vamos lá!', o sufixo toma a forma -yⁿé ou -yⁿɛ́ depois de monossilábicos de acordo com a harmonia vocálica. Para raízes maiores, a vogal final da raiz verbal é substituída por -e ou -ɛ. Raízes com {ɛ a ɔ} no Imperativo, recebem ɛ no sufixo, e as com {e o} recebem e. Os tons lexicais da raiz são preservados.
| Verbo  | Imperativo | Exortativo |
| ------ | ---------- | ---------- |
| vir    | yèrí       | yèr-é      |
| trazer | zérì       | zê:r-é     |
| ir (a) | yá         | yⁿɛ̌:       |

O Exortativo Negativo pode ser expressado por usar o mesmo áy com um verbo no imperativo negativo no singular. Também é possível usar negativos imperfeitos com uma função exortativa negativa.
Já os Exortativos Pareados são formados quando dois exortativos se juntam para denotar ações de "vai e vem". Essa combinação é seguida de uma forma do verbo 'fazer' (kárⁿá). 

### Sentença
Os verbos toro-teguanos têm uma estrutura morfológica máxima na forma [raiz (-sufixo derivacional)] - AN (aspecto-negação) - sujeito na terceira pessoa.
A raiz lexical pode ser seguida por um sufixo derivacional reversivo ou causativo. A raiz (simples ou derivada) pode então ser seguida por um sufixo AN marcando o aspecto perfeito ou imperfeito, junto com a negação se for o caso, ou então tomar a forma exortativa ou imperativa. Nos casos positivos, há três diferentes sufixos perfeitos, um imperfeito e um do futuro. Já quanto aos negativos, há dois: um Perfeito Negativo e um Imperfeito Negativo. Um pronome da terceira pessoa pode seguir o sufixo AN.
| págú-rú-wɔ̀sì-wɔ́           |
| ------------------------- |
| amarrar-Revers-Perf1b-3Sg |
| Ele/Ela desamarrou        |

Há alguns mecanismos morfossintáticos para converter um verbo para construções com sentido estativo ou progressivo, sendo estes pertencentes a uma classe mais ampla de predicados estativos, que não se distinguem dos aspectos perfeito e imperfeito, e têm sua própria forma no Estativo Negativo.
A maioria das raízes de adjetivos possuem verbos correspondentes (Incoativos e Factitivos). Geralmente há uma relação fonológica próxima entre o adjetivo e os verbos, e os verbos comumente terminam em sufixos incoativos ou factitivos.
A primeira e a segunda pessoa (também objetos) são expressadas por pronominais que precedem o verbo (e outros elementos). Em enunciados positivos, os verbos do Imperfeito e Futuro são comumente precedidos pela partícula imperfeita á (ou â:).
| lɛ́ á lì-r-ɔ̌:                  |
| ----------------------------- |
| refeição Impf comer-Impf-3SgS |
| Ele/Ela come uma refeição     |

Os verbos são citados ou pelo Imperativo (que traz consigo a harmonia vocálica e o tom lexical), ou numa forma verbal de citação completa, a qual consiste da forma combinante adicionada de \\ e o Imperativo. A forma combinante é usada em sequências e antes da maioria dos sufixos, terminando em \u\ (exceto em raízes monossilábicas), que pode sofrer exclusão em algumas posição. A forma combinante mostra o tom lexical da raiz, mas nem sempre traz consigo a classe de harmonia vocálica. Na maioria das vezes, geralmente o Imperativo é suficiente para caracterizar a fonologia da raiz.

#### Frase com substantivo
Uma frase com substantivo pode começar com um possessivo ou um pronominal. O centro da frase segue, consistindo de uma raiz substantiva (talvez composta ou derivada) mais algum adjetivo modificante. A maioria dos substantivos humanos tem uma distinção entre singular e plural expressada pelos sufixos no substantivo. Esse centro é seguido de qualquer número cardinal, e em seguida por determinantes e quantificantes não-numerais.
A estrutura não é somente expressa por ordenação linear, como também por interações tonais. Dentro do centro, cada elemento (que não está no final) força a queda de tom da palavra anterior. Um numeral que segue o centro não possui quaisquer interações com a tonalidade do centro.
A sequência do centro mais o numeral pode ser seguida por um determinante (demonstrativo ou morfema definido). O determinante marca o número (singular ou plural) e induz a queda tonal num centro imediatamente precedente ou em um numeral.
Além disso, um possessivo à esquerda da FS (frase substantivada) também tem efeitos tonais no centro da FS, impondo ou uma queda tonal total ou (se o possessivo for um pronominal ou outra FS com um centro simples) um contorno de tom alto com a primeira sílaba alta e o resto baixo.
| yá: [lɛ̀ lèy] kà: wɔ́ lí-sà ŋ̀ cíní                                |
| --------------------------------------------------------------- |
| [yesterday [refeição.L duas.L] Rel 3SgS comer-Perf2 Rel.L DefPl |
| As duas refeições que ela/ele comeu ontem                       |

#### Frases com posposições
Toro-Tegu Dogon possui uma variedade de posposições que vêm após FS ou pronominais. Algumas são compostas de um substantivo original adicionado de kù ou um outro elemento similar.

#### Orações principais e ordem consituinte
A ordem constituinte na maioria das orações é mais livre que em outras línguas Dogon (nas quais o verbo fica estritamente no final). Em Toro-Tegu, um sujeito não-pronominal está tipicamente no começo, e no máximo precedido por adverbiais ou um constituente focalizado.
| tɛ́nǎm ɛ̀rⁿá á:≡m̀ kúw-wòsì                  |  |
| ----------------------------------------- |  |
| hiena bode aproveitar≡e.SS devorar-Perf1b |  |
| A hiena se aproveitou e devorou o bode    |  |

Quando um objeto direto está presente, ele geralmente precede o verbo, seguindo a ordem OV (objeto → verbo).
Adverbiais como frases posposicionais podem preceder ou vir à frente do verbo. Geralmente precedem o verbo, a menos que haja um objeto não-pronominal direto, neste caso, tanto faz. 
| [ì-m-í: nà] pású-wɔ̀sì≡cɛ́ [tìwⁿá dòsù]                                  | [tìwⁿá dòsù] dìŋú dà                     |
| ---------------------------------------------------------------------- | ---------------------------------------- |
| [criança-Pl-Dimin ReflPoss] deixar-Perf1b-\NãohumPlS[árvore embaixo.L] | [árvore embaixo.L] sentar estar          |
| Eles (animais) deixaram seus filhotes embaixo da árvore                | Ele estava sentado embaixo de uma árvore |

## Vocabulário

### Numerais
Na tabela abaixo é possível encontrar os numerais cardinais e alguns ordinais em dogon toro-tegu: 
| Numeral | Forma Cardinal     | Forma Ordinal  |
| ------- | ------------------ | -------------- |
| 1       | túrú               | dɛ́wrú          |
| 2       | lěy                | léy-ló         |
| 3       | tà:lí              | tá:l-ló        |
| 4       | nǎyⁿ               | nǎyⁿ-ló        |
| 5       | nǔ:yⁿ              | nǔ:yⁿ-ló       |
| 6       | kúréy              | kúréy-ló       |
| 7       | sóyⁿ               | sóyⁿ-ló        |
| 8       | gá:rà              | gá:rá-ló       |
| 9       | lá:rà              | lá:rà-ló       |
| 10      | pɛ́:ru              | pɛ́:ru-ló       |
| 11      | pɛ́:r-í: túrú       | pɛ̀:r-ì: túl-ló |
| 12      | pɛ́:r-í: lěy        | pɛ̀:r-ì: léy-ló |
| 13      | pɛ́:r-í: tà:lí      |                |
| 14      | pɛ́:r-í: nǎyⁿ       |                |
| 15      | pɛ́:r-í: nǔ:yⁿ      |                |
| 16      | pɛ́:r-í: kúréy      |                |
| 17      | pɛ́:r-í: sóyⁿ       |                |
| 18      | pɛ́:r-í: gá:rà      |                |
| 19      | pɛ́:r-í: lá:rà      |                |
| 20      | pé-lěy             |                |
| 23      | pé-lěy tà:lí       |                |
| 30      | pɛ́-tà:lí           | pɛ̀-tà:lì-ló    |
| 40      | pɛ́-nǎyⁿ            |                |
| 45      | pɛ́-nǎyⁿ nǔ:yⁿ      |                |
| 50      | pɛ́-nǔ:yⁿ           |                |
| 60      | pɛ̀rú-kúréy         |                |
| 70      | pɛ̀ru-́sóyⁿ          |                |
| 80      | pɛ̀r-gá:rà          |                |
| 90      | pɛ̀r-lá:rà          |                |
| 100     | zàŋgú, zàŋú, zǎŋ   | zàŋù-ló        |
| 150     | zàŋú túrú pɛ́-nù:yⁿ |                |
| 1000    | zɛ́mbɛ̀rɛ̀            | zɛ̀mbɛ̀rɛ̀-ló     |